# 藪上敏夫
藪上 敏夫（やぶかみ としお、1951年5月10日 - ）は、和歌山県紀の川市出身の元プロ野球選手。ポジションは投手。

## 来歴・人物
和歌山県立向陽高等学校では、エースとして1968年秋季近畿大会県予選決勝に進み、箕島高の島本講平に投げ勝つ。近畿大会では準決勝で山本功児、淡口憲治のいた三田学園に敗れるが、翌1969年春の選抜への出場を決める。しかし選抜では1回戦で三重高の上西博昭に抑えられ敗退。同年夏の甲子園県予選では、準決勝で箕島高の島本に完封を喫し、甲子園出場はならなかった。1年下のチームメートに遊撃手の林正広がいた。
1969年のドラフト会議で南海ホークス（現・福岡ソフトバンクホークス）から4位指名されるが、社会人野球の新日鐵広畑に進む。しかし球団の説得により翌年のドラフト交渉期限前に入団。1971年には中継ぎで10試合に登板するが、1972年限りで引退。
右の本格派でスライダー、カーブ、シュートを武器とし、制球は良いが球威に欠けていた。

## 詳細情報

### 年度別投手成績
| 年 度     | 球 団     | 登 板 | 先 発 | 完 投 | 完 封 | 無 四 球 | 勝 利 | 敗 戦 | セ 丨 ブ | ホ 丨 ル ド | 勝 率 | 打 者 | 投 球 回 | 被 安 打 | 被 本 塁 打 | 与 四 球 | 敬 遠 | 与 死 球 | 奪 三 振 | 暴 投 | ボ 丨 ク | 失 点 | 自 責 点 | 防 御 率 | W H I P |
| --------- | --------- | ----- | ----- | ----- | ----- | -------- | ----- | ----- | -------- | ----------- | ----- | ----- | -------- | -------- | ----------- | -------- | ----- | -------- | -------- | ----- | -------- | ----- | -------- | -------- | ------- |
| 1971      | 南海      | 10    | 0     | 0     | 0     | 0        | 0     | 0     | --       | --          | ----  | 72    | 17.0     | 16       | 2           | 4        | 0     | 1        | 8        | 1     | 0        | 5     | 3        | 1.59     | 1.18    |
| 通算：1年 | 通算：1年 | 10    | 0     | 0     | 0     | 0        | 0     | 0     | --       | --          | ----  | 72    | 17.0     | 16       | 2           | 4        | 0     | 1        | 8        | 1     | 0        | 5     | 3        | 1.59     | 1.18    |

### 背番号
- 36（1971年 - 1972年）